# Штати та союзні території Індії
Штати та території є першим рівнем адміністративного ділення Індії. З 2020 року існує 28 штатів і 8 союзних територій (у тому числі Національний столичний округ Делі). Кожний штат, у свою чергу, поділяється на округи (дистрикти), загальне число яких становить 642.
Штати мають власні органи законодавчої та виконавчої влади. На вершині ієрархічної піраміди штату стоїть губернатор, призначуваний президентом Індії на п'ятирічний термін. Губернатор формує уряд штату на чолі з прем'єр-міністром з числа членів партії, що перемогла на місцевих виборах. Штати мають одно-або двопалатні парламенти. Нижня палата парламенту штату називається Відхан сабха і, згідно з індійським законодавству, може включати від 60 до 500 депутатів. Вона обирається за допомогою загальних виборів на п'ять років. Вища палата парламенту штату називається Відхан паришад і її члени обираються на шестирічний термін, при цьому кожні 2 роки тертина всіх депутатів повинна бути переобрана. У віданні парламентів штатів знаходяться будь-які питання, за винятком зовнішньої політики, оборони, зовнішньої торгівлі та громадянства, що знаходяться під юрисдикцією союзного парламенту Індії.
Союзними територіями, а також національним столичним округом управляють чиновники, що представляють уряд Індії — комісари або адміністратори. Деякі з територій мають власні парламенти та уряди, які значно обмежені у повноваженнях; невеликі території таких владних органів не мають. У союзних територіях діє федеральне законодавство Індійської республіки.
У деяких штатах та територіях, крім загальноіндійських офіційних мов, тобто гінді та англійської, можуть визнаватися офіційними також додаткові мови, характерні для населення цього регіону.
Штати Індії (англ. state, гінді प्रांत — pramt) помітно різняться між собою. Найбільші з них за чисельністю населення є найбільшими адміністративними одиницями світу — з десяти найбільш густонаселених адміністративних одиниць світу п'ять — штати Індії (Уттар-Прадеш з населенням, яке нараховує більше 180 млн осіб перебуває на першому місці цього списку, Махараштра посідає друге місце, Біхар шосте, Західний Бенгал на восьмому місці, а Андхра-Прадеш замикає десятку).
За розмірами займаної території найбільші з індійських штатів не поступаються деяким європейським країнам (наприклад, штат Раджастхан перевершує за площею Польщу). Площа невеликих штатів навпаки, не перевищує позначку у кілька тисяч км².
Території (англ. territory, гінді केन्द्रीय सरकार — kendrija sarkar) однорідніші, ніж штати — за площею вони не більше декількох тисяч км², а за чисельністю населення не перевищують 1,1 млн жителів (виняток — столичний округ Делі, що нараховує більше 16 млн осіб).
| Андхра-Прадеш                     | англ. Andhra Pradesh гінді आन्ध्र प्रदेश телугу ఆంధ్ర ప్రదేశ్ урду آندھرا پردیش                | Хайдарабад       | 275 068 | 80 499 421  |               |        |  |
| Аруначал-Прадеш                   | англ. Arunachal Pradesh гінді अरुणाचल प्रदेश                                              | Ітанагар         | 83 743  | 1 230 660   |               |        |  |
| Ассам                             | англ. Assam гінді असम ассам. অসম                                                      | Діспур           | 78 438  | 28 729 164  |               |        |  |
| Біхар                             | англ. Bihar гінді बिहार                                                                 | Патна            | 99 200  | 94 129 492  |               |        |  |
| Гоа                               | англ. Goa гінді गोवा конкані गोंय маратхі गोवा                                              | Панаджи          | 3 702   | 1 433 952   |               |        |  |
| Гуджарат                          | англ. Gujarat гінді गुजरात гуджараті ગુજરાત                                               | Гандінагар       | 196 024 | 55 696 629  |               |        |  |
| Джаркханд                         | англ. Jharkhand гінді झारखंड                                                            | Ранчі            | 74 677  | 29 863 038  |               |        |  |
| Західний Бенгал                   | англ. West Bengal гінді पश्चिम बंगाल бенгалі পশ্চিমবঙ্গ                                      | Колката          | 88 752  | 86 787 185  |               |        |  |
| Карнатака                         | англ. Karnataka гінді कर्नाटक каннада ಕರ್ನಾಟಕ                                             | Бангалор         | 191 791 | 56 788 225  |               |        |  |
| Керала                            | англ. Kerala гінді केरल малаялам കേരളം                                                   | Тіруванантапурам | 38 863  | 32 976 282  |               |        |  |
| Мадх'я-Прадеш                     | англ. Madhya Pradesh гінді मध्य प्रदेश                                                   | Бхопал           | 308 252 | 67 350 486  |               |        |  |
| Маніпур                           | англ. Manipur гінді मणिपुर маніпурі মনিপুর                                                | Імпхал           | 22 327  | 2 722 938   |               |        |  |
| Махараштра                        | англ. Maharashtra гінді महाराष्ट्र маратхі महाराष्ट्र                                         | Мумбаї           | 307 690 | 106 811 880 |               |        |  |
| Мегхалая                          | англ. Meghalaya гінді मेघालय                                                            | Шиллонг          | 22 429  | 2 633 349   |               |        |  |
| Мізорам                           | англ. Mizoram гінді मिज़ोरम                                                              | Аїджал           | 21 081  | 1 018 406   |               |        |  |
| Нагаленд                          | англ. Nagaland гінді नागालैंड                                                             | Кохіма           | 16 579  | 2 585 906   |               |        |  |
| Орісса                            | англ. Orissa гінді उड़ीसा орія ଓଡ଼ିଶା                                                       | Бхубанешвар      | 155 707 | 39 285 142  |               |        |  |
| Пенджаб                           | англ. Punjab гінді पंजाब пенджабі ਪੰਜਾਬ                                                   | Чандігарх        | 50 362  | 26 434 809  |               |        |  |
| Раджастхан                        | англ. Rajasthan гінді राजस्थान                                                           | Джайпур          | 342 239 | 63 904 350  |               |        |  |
| Сіккім                            | англ. Sikkim гінді सिक्किम непалі सिक्किम                                                   | Гангток          | 7 096   | 622 831     |               |        |  |
| Тамілнад                          | англ. Tamil Nadu гінді तमिलनाडु таміл. தமிழ்நாடு                                             | Ченнаї           | 130 058 | 64 881 871  |               |        |  |
| Телангана                         |                                                                                       | Гайдарабад       | 114 840 | 35 286 757  |               |        |  |
| Трипура                           | англ. Tripura гінді त्रिपुराु бенгалі ত্রিপুরা                                                 | Агартала         | 10 486  | 3 441 822   |               |        |  |
| Уттаракханд                       | англ. Uttarakhand гінді उत्तराखंड                                                        | Дехрадун         | 51 125  | 9 237 587   |               |        |  |
| Уттар-Прадеш                      | англ. Uttar Pradesh гінді उत्तर प्रदेश урду اتر پردیش                                    | Лакхнау          | 243 286 | 186 296 036 |               |        |  |
| Хар'яна                           | англ. Haryana гінді हरियाणा пенджабі ਹਰਿਆਣਾ                                                | Чандігарх        | 44 212  | 23 822 640  |               |        |  |
| Гімачал-Прадеш                    | англ. Himachal Pradesh гінді हिमाचल प्रदेश                                                | Шимла            | 55 673  | 6 552 621   |               |        |  |
| Чхаттісґарх                       | англ. Chhattisgarh гінді छत्तीसगढ                                                       | Райпур           | 135 194 | 22 529 537  |               |        |  |
| Союзні території                  |                                                                                       |                  |         |             |               |        |  |
| Андаманські і Нікобарські острови | англ. Andaman and Nicobar Islands гінді अंडमान और निकोबार द्वीप समूह                          | Порт-Блер        | 8249    | 405 525     |               |        |  |
| Дадра і Нагар-Хавелі              | англ. Dadra and Nagar Haveli гінді दादरा और नगर हवेली гуджараті દાદરા અને નગર હવેલી            | Сілвасса         | 491     | 278 826     |               |        |  |
| Даман і Діу                       | англ. Daman and Diu гінді दमन और दीव гуджараті દમણ અને દિય                               | Даман            | 112     | 200 284     |               |        |  |
| Лакшадвіп                         | англ. Lakshadweep гінді लक्षद्वीप малаялам ലക്ഷദ്വീപ                                        | Каваратті        | 32      | 65 545      |               |        |  |
| Пондішері                         | англ. Pondicherry гінді पांडिचेरी фр. Pondichéry малаялам പുതുച്ചേരി таміл. புதுச்சேரி} телугу పుదుచ్చేర | Пудучеррі        | 492     | 1 071 578   |               |        |  |
| Чандігарх                         | англ. Chandigarh гінді चंडीगढ़ пенджабі ੰਡੀਗੜ੍ਹ                                             | Чандігарх        | 114     | 1 074 625   |               |        |  |
| Національний столичний округ      |                                                                                       |                  |         |             |               |        |  |
| Делі                              | англ. Delhi гінді दिल्ली урду دلی пенджабі ਦਿੱਲੀ                                            | Делі             | 1483    | 16 862 735  |               |        |  |
|                                   | Всього                                                                                |                  |         | 3 287 882   | 1 210 193 422 | 368,07 |  |

2 червня 2014 року створено штат Телангана.